# Мегді Бен Барка
Мегді Бен Барка (1920, Рабат, Марокко — 2 листопада 1965, Париж, Франція) — лівий політичний діяч Марокко, панафриканист, Лідер «Руху трьох континентів», учасник національно-визвольного руху в країні. За професією педагог-математик.

## Біографія
Народився в Рабаті (Марокко) в 1920 році. Здобув докторський ступінь з математики в 1950 році. Вчився у тому числі у Бориса Парфентьєва, сина російського математика Миколи Парфентьєва. Викладав математику для дітей королівської сім'ї, в тому числі майбутнього короля Хасана II.
Один із засновників (грудень 1943 — січень 1944) партії «Істікляль», згодом — член її виконавчого комітету. Після проголошення незалежності Марокко (1956) — президент «Національної консультативної асамблеї» і редактор тижневика «Аль-Істікляль». У 1959—1965 — лідер партії Національний союз народних сил. Перебував в опозиції до короля Марокко Хасану II. З 1963 в еміграції. Лідер «Руху трьох континентів». 29 жовтня 1965 був викрадений у Парижі, потім убитий при не до кінця зрозумілих обставин. Його тіло досі не знайдено, і обставини загибелі залишаються туманними.

## Викрадення і вбивство Бен Барки
Слідство по цій справі у Франції триває досі, замовники та учасники остаточно не визначені, проте в ході слідства розкрилася участь в операції спецслужб США та Ізраїлю.
За однією з версій, у 1965 році король Марокко Хасан II ухвалив рішення вбити Бен Барку, який в цей час жив у Женеві. Міністр внутрішніх справ Мухаммед Уфкір, якому було доручено вбивство, звернувся за допомогою до директора ізраїльської розвідки «Моссад» Меіру Аміт. У цей період Марокко було одним з небагатьох арабських держав, з якими Ізраїлю вдалося налагодити неофіційні відносини. Аміт категорично відмовився брати участь у вбивстві Бен Барки. Однак під загрозою розриву відносин між Ізраїлем і Марокко він погодився допомогти виманити Бен Барку з Женеви в Париж.
У Парижі Бен Барку затримали співробітники французької розвідки «SDECE» і передали марокканським спецслужбам. Бен Барка був застрелений на віллі в передмісті Парижа 2 листопада 1965 року.

Викрадення Бен Барки викликало гнів президента Франції Шарля де Голля і суттєво позначилася на мароккано-французьких, а причетність «Моссад» до викрадення Бен Барки — на ізраїльсько-французьких відносинах.
Згодом у деяких журналах публікувалися припущення про те, що Бен Барка був агентом Моссад або чехословацької розвідки.

## В кіно
Про викрадення і вбивство Бен Барки було знято два художні фільми.
- «Викрадення Бен Барки» (фр. L'affaire Ben Barka)[13] — телевізійний фільм, 2007.

- «Я бачив, як вбивали Бен Барку» (фр. J'ai Vu Tuer Ben Barka)[14][15] — Франція, 2008. Роль Бен Барки зіграв Симон Абкаріан[en].

Викрадення Бен Барки лягло в основу політичного трилера 1972 року режисера Іва Буассе «l'attentat» (у радянському прокаті «Викрадення в Парижі»). Ймовірного провокатора, який виманив Бен Барку (у фільмі — Садіеля) з Женеви, грає Жан-Луї Трентіньян. Роль Садіеля виконав Джан Марія Волонте. Сцена викрадення знімалася в тому самому ресторані «Ліппі», звідки 29 жовтня 1965 року був викрадений Бен Барка.
- Бен Барка. Остання таємниця / Affaire Ben Barka, le dernier secret (документальний фільм, 2015), реж. Октавіо Еспіріту Санту / Octávio Espírito Santo